# Mislinja (rijeka)
Mislinja je rijeka u Sloveniji. Duga je 36 km. Porječje iznosi 238 km2. Izvire na planini Pohorje u blizini Mislinje, zatim teče kroz Mislinjsku dolinu i naselja Slovenj Gradec i Šentjanž, te se ulijeva u Mežu kod Dravograda.